# Összetett címer
Az összetett címer mindenféle olyan, konkrét címerviselőhöz kapcsolódó címer, mely nemcsak egy, hanem több mezőből, illetve pajzsból tevődik össze. Ebben különbözik az egyszerű címertől, mely csak egy mezőből áll.
Az összetett címer általában több különálló címert egyesít egy vagy több pajzson, de egy címerviselő neve alatt. Az egyesítés vagy összetétel tehát történhet különálló pajzsok összetétele által (ezek az egyesített címerek) és az egyes címerek egy pajzsba foglalásával (ezek az osztott címerek).